# MacGyver (televíziós sorozat, 2016)
A MacGyver 2016-ban indult amerikai televíziós sorozat, az 1985-ös azonos című sorozat rebootja. A Lee David Zlotoff által alkotott eredeti sorozat új változatát Peter M. Lenkov, a történet pedig a fiatal és modern korba helyezett MacGyvert mutatja be, aki leleményességével és tudományos ismereteivel old meg reménytelen helyzeteket. A címszereplőt Lucas Till alakítja, mellette feltűnik többek közt George Eads, Sandrine Holt, Tristin Mays és Justin Hires.
A sorozatot az Amerikai Egyesült Államokban 2016. szeptember 23-án a CBS, míg Magyarországon az AXN mutatta be 2018. március 11-én.

## Cselekménye
A sorozat az ifjú Angus "Mac" MacGyver, a titkos amerikai kormányügynökség, a Phoenix Alapítvány detektévjének kalandjait mutatja be. A gyerekkori barátjával, Wilt Bozerrel együtt lakó MacGyver különböző, nehéz helyzetekbe kerül, amikből fegyver nélkül, csupán leleményessége, tudományos ismeretei és az épp nála lévő eszközök (köztük a mindig nála lévő svájci bicska) segítségével menti ki magát. A sorozatban társa az egykori CIA-ügynök Jack Dalton, az igazgató Patricia Thorton és a hacker Riley Davis.

## Szereplők
| Szerep            | Színész        | Magyar hang         |
| ----------------- | -------------- | ------------------- |
| Angus MacGyver    | Lucas Till     | Czető Roland        |
| Jack Dalton       | George Eads    | Dózsa Zoltán        |
| Riley Davis       | Tristin Mays   | Czető Zsanett       |
| Wilt Bozer        | Justin Hires   | Szalay Csongor      |
| Matilda Webber    | Meredith Eaton | Majsai-Nyilas Tünde |
| Patricia Thornton | Sandrine Holt  | Udvarias Anna       |

## Évados áttekintés
| Évad | Évad | Részek száma | Részek száma | Eredeti sugárzás     | Eredeti sugárzás  | Eredeti adó | Magyar sugárzás     | Magyar sugárzás     | Magyar adó |
| Évad | Évad | Részek száma | Részek száma | Évadbemutató         | Évadzáró          | Eredeti adó | Évadbemutató        | Évadzáró            | Magyar adó |
| ---- | ---- | ------------ | ------------ | -------------------- | ----------------- | ----------- | ------------------- | ------------------- | ---------- |
|      | 1.   | 21           | 21           | 2016. szeptember 23. | 2017. április 14. | CBS         | 2018. március 11.   | 2018. június 24.    | AXN        |
|      | 2.   | 23           | 23           | 2017. szeptember 29. | 2018. május 4.    | CBS         | 2018. június 24.    | 2018. szeptember 9. | AXN        |
|      | 3.   | 22           | 22           | 2018. szeptember 28. | 2019. május 10.   | CBS         | 2019. március 16.   | 2019. június 22.    | AXN        |
|      | 4.   | 13           | 13           | 2020. február 7.     | 2020. május 8.    | CBS         | 2020. szeptember 5. | 2020. november 28.  | AXN        |
|      | 5.   | 15           | 15           | 2020. december 4.    | 2021. április 30. | CBS         | 2021. április 10.   | 2021. október 30.   | AXN        |

## Díjak és jelölések
| Év   | Díj                    | Kategória                                                                         | Jelölt     | Eredmény | Forrás |
| ---- | ---------------------- | --------------------------------------------------------------------------------- | ---------- | -------- | ------ |
| 2017 | People's Choice Awards | Kedvenc televíziós drámasorozat                                                   | MacGyver   | Jelölve  | [ 2 ]  |
| 2017 | Emmy-díj               | Kiemelkedő kaszkadőrkoordinálás drámasorozatban, limitált sorozatban vagy filmben | Jeff Wolfe | Jelölve  | [ 3 ]  |
| 2018 | Teen Choice Awards     | Choice Action TV Actor                                                            | Lucas Till | Függőben |        |